# Villennes-sur-Seine
Villennes-sur-Seine este o comună franceză situată în departamentul Yvelines, în regiunea Île-de-France, situată la aproximativ 30 de kilometri vest de Paris, pe malul stâng al Senei.

## Geografie

### Localizare
Villennes-sur-Seine este o comună periurbană situată pe malul Senei, pe țărmul stâng al fluviului, la 36 de kilometri vest de catedrala Notre-Dame din Paris și învecinată cu Poissy.
Este situată la 22 de kilometri nord de Versailles, reședința departamentului Yvelines, la 13 kilometri vest de Saint-Germain-en-Laye, subprefectura, și la 28 de kilometri nord-vest de Porte d'Auteuil.
Teritoriul comunei include o insulă pe Sena, insula Villennes, ocupată de un cartier rezidențial privat.

### Comune limitrofe
| Médan   | Médan  |                                       |
| Orgeval |        | Triel-sur-Seine Carrières-sous-Poissy |
|         | Poissy | Poissy                                |

### Hidrografie
Comuna este mărginită la est de albia principală a fluviului Sena.
O albie secundară a Senei creează mai multe insule, inclusiv insula Platais, sau insula Médan, care este împărțită între comunele Villennes-sur-Seine și Médan, pe malul stâng, și Triel-sur-Seine, pe malul drept.

### Climă
În 2010, clima comunei era de tip oceanic al câmpiilor din Centru și de Nord, conform unui studiu a CNRS care se baza pe o serie de date care acoperă perioada 1971-2000. În 2020, Météo-France a publicat o tipologie a climei din Franța metropolitană în care comuna este expusă la un climat oceanic și se încadrează în regiunea climatică sud-vestică a bazinului parizian, caracterizată prin precipitații scăzute, în special în primăvară (120 până la 150 mm) și o iarnă rece (3,5 °C).
Pentru perioada 1971-2000, temperatura medie anuală este de 11,5 °C, cu o amplitudine termică anuală de 14,6 °C. Cantitatea medie anuală de precipitații este de 656 mm, cu 11 zile de precipitații în ianuarie și 7,9 zile în iulie. Pentru perioada 1991-2020, temperatura medie anuală observată la stația meteorologică cea mai apropiată, situată în comuna Maule la 11 km distanță în linie dreaptă, este de 11,8 °C, iar cantitatea medie anuală de precipitații este de 677,0 mm.
Pentru viitor, parametrii climatici estimati pentru comună, pentru anul 2050, conform diferitelor scenarii de emisii de gaze cu efect de seră, pot fi consultati pe un site dedicat publicat de Météo-France în noiembrie 2022.

## Urbanism

### Tipologie
La 1 ianuarie 2024, Villennes-sur-Seine este clasificată drept mare centru urban, conform noii grile comunale de densitate cu șapte niveluri, definită de INSEE (Institutul Național de Statistică și Studii Economice) în 2022. Aceasta aparține unității urbane a Parisului, o aglomerație inter-departamentală care cuprinde 407 comune, dintre care face parte ca o comună din suburbii. În plus, comuna face parte din aria metropolitană a Parisului, fiind una dintre comunele de la periferie, această zonă reunind 1.929 de comune.

### Căi de comunicație și transport
Comuna este deservită de autostrăzile A13 și A14, al căror nod rutier se află la sud de Villennes, în Orgeval. Accesul la Villennes se face prin ieșirea 7 de pe autostrada A13 (A14, Poissy, Chambourcy, Villennes, Orgeval).
Villennes este traversată de trei drumuri departamentale:
- De la sud-est spre sud-vest, RD 153, care leagă Poissy de autostrada A13 și de RD 113.
- De la sud spre nord, RD 164, care conectează RD 153 de Médan, trecând prin centrul orașului Villennes.
- La vest, RD 154, care leagă RD 113 de Vernouillet.

Orașul este deservit de gara Villennes-sur-Seine, aflată pe linia J a rețelei Transilien. Această linie asigură legături între gările Paris-Saint-Lazare, Vernon - Giverny, Les Mureaux și Mantes-la-Jolie. Gara este situată pe linia feroviară Paris-Saint-Lazare - Le Havre.

## Toponimie
Numele localității este atestat sub formele Villena în anul 1007 și villa Villenis în anul 1078.
Adjectivul feminin din latinescul de jos villana (terra): (pământ) deținut de un villanus, un țăran nenobil.
Villaines în 1793, Vilaine în 1811 și Villennes-sur-Seine în 1901.
Villennes se află pe malul și pe țărmul stâng al Senei.

## Istorie

### Evul Mediu
În secolul al XVIII-lea, biserica este asociată cu abația Notre-Dame de Coulombs, iar lucrări importante de renovare a bisericii încep. O restaurare completă este inițiată în 1717.

### Epoca contemporană
Linia Paris-Saint-Lazare - Le Havre a fost inaugurată în mai 1843, însă primele opriri la halta Villennes datează din 1844. Prima gară a fost inaugurată în 1880. Gara actuală a fost pusă în funcțiune în 1911 și modernizată în 2001.
Accesibilitatea oferită de gară a permis dezvoltarea multor cartiere rezidențiale începând din 1879: cartierele din grădina de legume a castelului, parcul castelului în jurul anului 1890 și malurile Senei (pajiștea Nourrée) în jurul anului 1900.
La începutul secolului al XX-lea, Villennes devine un loc important de vilegiatură pentru parizienii înstăriți, inițial în jurul pădurii Falaises, iar din 1912 pe insula Villennes. Folosită anterior ca pășune pentru vite, insula Villennes începe să se dezvolte urbanistic din 1912. O hartă datând din acel an arată o distribuție regulată a loturilor, sub forma unor grădini parcelate, destinate unei clientele cu capital economic ridicat.
După Primul Război Mondial, care a costat viața a 42 de locuitori din Villennes — un monument a fost inaugurat în 1919 în memoria lor — Villennes a redevenit un loc de vilegiatură. În 1919, Villennes era considerat o stațiune turistică, unde s-au dezvoltat mai multe activități de agrement, precum navigația de agrement, pescuitul și înotul în Sena, care au câștigat popularitate. De asemenea, au avut loc numeroase festivități pe malul apei.
În 1928, Insula Platais a găzduit o experiență de naturism, într-un lotisment-grădină de 15 hectare, inițiată de Societatea Naturistă, fondată de doi medici și frați, André și Gaston Durville, sub numele de Physiopolis. Totuși, nuditatea integrală nu era permisă, așa cum ne precizează Jean-Luc Bouland.
În timpul celui de-Al Doilea Război Mondial, zona a fost ocupată de germani. În iulie 1944, un avion al Luftwaffe s-a prăbușit pe ferma din Marolles, omorând cuplul care locuia acolo. Orașul a fost eliberat de armata americană pe 25 august 1944, după o ambuscadă a armatei germane împotriva unor membri ai rezistenței locale.
De asemenea, rezistentul și industriașul André Patrolin a găzduit în timpul războiului o familie de evrei pe proprietatea sa din Villennes. El va fi recunoscut ulterior ca Drept între popoare.

## Populația și societatea

### Date demografice
Evoluția numărului de locuitori este cunoscută prin recensămintele populației efectuate în comună începând din 1793. Pentru comunele cu mai puțin de 10 000 de locuitori, un recensământ al întregii populații este realizat la fiecare cinci ani, populațiile legale pentru anii intermediari fiind estimate prin interpolare sau extrapolare.
În 2022, comuna număra 5792 locuitori, în creștere cu +10,7 % față de 2016 (Yvelines: +2,72 %, Franța fără Mayotte: +2,11 %).
| An        | 1793 | 1821 | 1841 | 1856 | 1876 | 1886 | 1901 | 1921 | 1936 | 1962 | 1982 | 2006 | 2014 | 2022 |
| --------- | ---- | ---- | ---- | ---- | ---- | ---- | ---- | ---- | ---- | ---- | ---- | ---- | ---- | ---- |
| Populație | 431  | 447  | 436  | 434  | 425  | 587  | 680  | 1092 | 1276 | 2019 | 3886 | 5013 | 5175 | 5792 |

## Cultură locală și patrimoniu

### Patrimoniu arhitectural

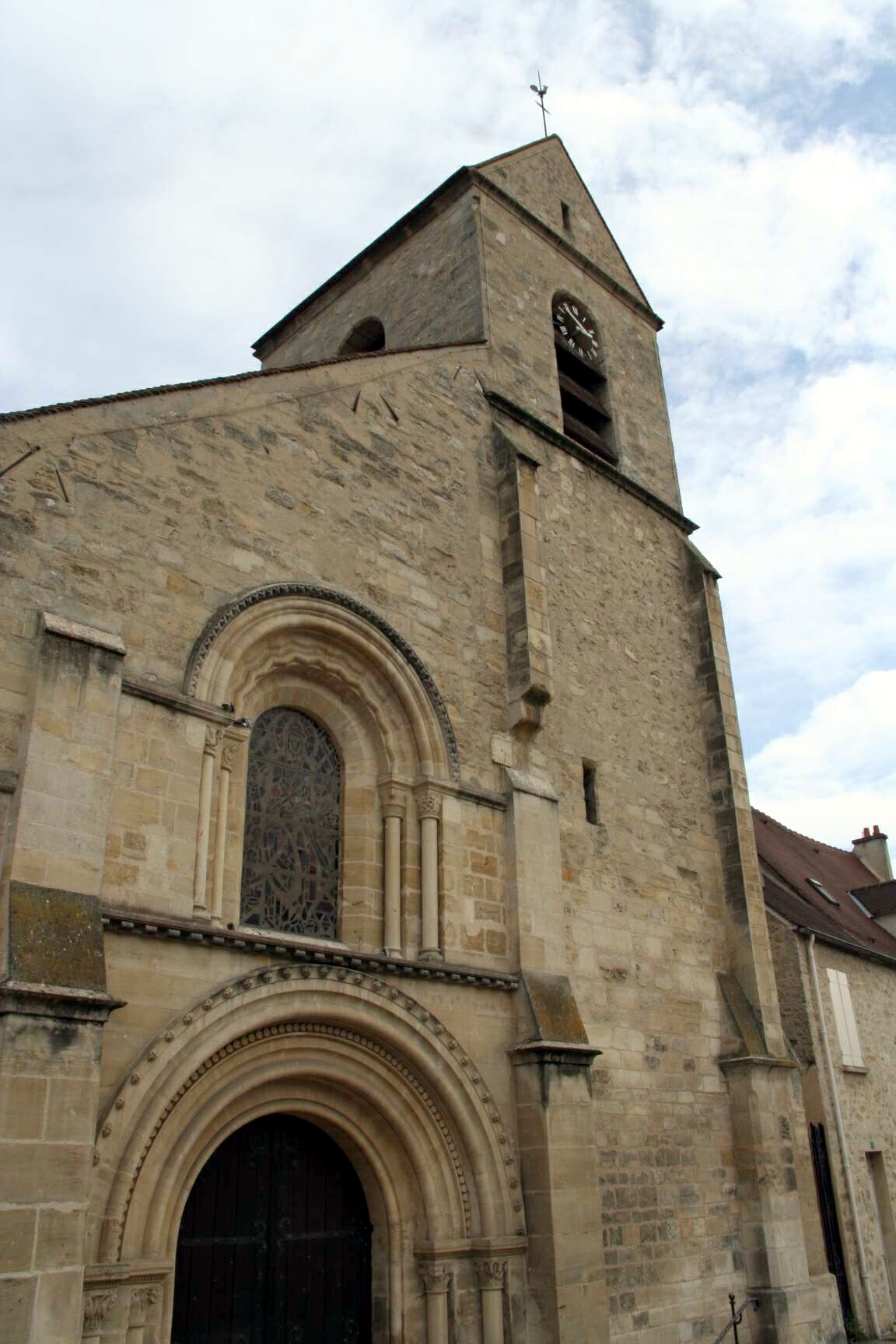
Clopotnița bisericii.

- Biserica Saint-Nicolas, monument istoric înscris în 1926[31]: o biserică din piatră în stil romanic, datând din secolul al XI-lea. În timpul Războiului de 100 de Ani, a fost parțial distrusă (absida și transeptul au dispărut). Clopotnița a fost construită la sfârșitul secolului al XVI-lea, iar portalul datează din 1875.

În perioada revoluționară, biserica a fost folosită ca loc pentru adunări publice.
- Primăria-școală, construită în jurul anului 1886 de arhitectul D. Geffroy, a fost extinsă în 1888 prin adăugarea unui depozit pentru pompa de incendiu. Între 1930 și 1934, arhitectul comunal Paul Huan a înlocuit sala de clasă situată în partea din spate cu două săli de clasă și două locuințe[32].
- Gara Villennes-sur-Seine, construită în 1910, a fost realizată pentru a înlocui gara inițială situată ușor în amonte. Este comparabilă cu fosta gară din Clamart, construită în jurul anului 1905 de arhitectul A. Raguenet[33].
- Peștera artificială: situată în parcul Fauvel, este opera peisagistului Varé, creatorul fostului parc al castelului din Villennes, transformat ulterior într-o grădină romantică, astăzi dispărută.
- Castelul Perdrier-Brinon: primul castel a fost construit de Henri Perdrier în secolul al XV-lea. Parțial distrus după Revoluția Franceză, acesta a fost demolat de vicontele d'Osmond, care a reconstruit un nou castel pe același amplasament.

La sfârșitul secolului al XIX-lea, i s-a adăugat un parc de opt hectare, însă acesta s-a degradat foarte rapid. Castelul a fost ulterior parcelat și vândut pe loturi la sfârșitul secolului. După războiul din 1914-1918, a fost demolat, rămânând doar aripa stângă, frontonul clădirii centrale, râul englezesc și chioșcurile din grădina în stil englezesc, proiectate de arhitectul Louis-Sulpice Varé în 1869.
- Castelul Acqueville[34].
- Domeniul Physiopolis: în 1927, doi frați medici, Gaston și André Durville, au creat domeniul Physiopolis pe insula Platais. Prin aceasta, și-au pus în practică filosofia: viața în armonie cu natura și dezvoltarea corpului prin exerciții fizice. Ei sunt considerați precursorii naturismului.
- Fosta închisoare.
- Fostul presbiteriu[35].
- Casa comunală: în secolul al XVIII-lea, aceasta găzduia primăria, un ospiciu și o școală. În 1834, au fost aduse modificări, iar în 1844 o parcelă de teren a fost vândută. Astăzi, este o proprietate privată.

### Personalități
- Robert Lotiron (1886-1966), pictor, a locuit în mod regulat la Villennes, fapt reflectat în peisajele prezente în opera sa.
- Auguste Wambst (1908-1987), ciclist, a locuit în Villennes în anii 1930.
- Marcel Azzola (1927-2019), acordeonist francez, a locuit în Villennes.
- David Aubry (1996), înotător, campion al Franței în 2019 și medaliat cu bronz la Campionatele Mondiale de Natație din 2019, a crescut în Villennes-sur-Seine.

## Înfrățiri
- Scoția – Lower Largo - din 2023[36]